# Acido lipoico
L'acido lipoico (o acido tiottico), fu isolato per la prima volta nel 1951 da estratti di fegato, dai biochimici americani L.J. Reed e I.C. Gunsalus che riuscirono a ottenere solo pochi mg partendo da grandi quantità di fegato.

## Caratteristiche e processi chimici
L'acido lipoico è una molecola anfipatica di piccole dimensioni, formata di otto atomi di carbonio, due di ossigeno nel gruppo carbossilico e due di zolfo. In natura esiste sotto due forme, come disolfuro ciclico (forma ossidata) o come catena aperta con il nome di acido diidrolipoico, che mostra due gruppi sulfidrilici in posizione 6 e 8; le due forme sono però facilmente interconvertibili tramite reazioni redox.
L'acido lipoico partecipa a diversi meccanismi antiossidativi quali la riduzione del glutatione (GSH) e dell'acido ascorbico. La vitamina C ridotta riattiva la vitamina E ossidata (cromanossil radicale) riducendola a tocoferolo (vitamina E attiva).
L'acido alfa lipoico può andare incontro sia a reazioni di ossidoriduzione, sia fungere da trasportatore di elettroni o di gruppi acetilici. È altamente assorbibile attraverso la membrana cellulare, svolgendo la sua azione antiossidante all'interno e a all'esterno della cellula.
L'acido lipoico è un cofattore di numerosi enzimi che intervengono nella decarbossilazione ossidativa del piruvato e di altri chetoacidi, venendovi continuamente rigenerato. Svolge un ruolo importante anche nel controllo del glucosio e nella prevenzione di patologie come la cataratta e l'ictus.

## Fonti alimentari
È presente in tessuti, animali, vegetali e umani, ricchi di mitocondri. Si trova in minime quantità ( < 1 µg/g sostanza secca) legato alla lisina (lipoillisina) in pomodori, broccoli e spinaci, anche se la fonte principale, comunque < 3 µg/g di sostanza secca, rimangono le carni rosse e, in particolare, reni, fegato e cuore. Può anche essere sintetizzato da reazioni enzimatiche nei mitocondri da acido caprilico, con la cisteina come donatore di zolfo.

## Livelli di assunzione e tossicità
L'acido lipoico non può essere definito un costituente essenziale dell'organismo: la sua esigua presenza ne dà la certezza.
I livelli di assunzioni raccomandati non consentono di stabilire una dose giornaliera raccomandata (RDA); unica eccezione, per i diabetici diversi studi consentono di individuare una dose utile di 600 mg/die o superiore.
Viene consigliata la contemporanea somministrazione di vitamine del gruppo B perché l'acido alfa lipoico ne può provocare una perdita.
Si segnala inoltre un'urina maleodorante (come per gli asparagi) durante l'assunzione di acido alfa lipoico.

## Malattie

### Aciduria combinata malonica e metilmalonica (CMAMMA)
Nella malattia metabolica dell'aciduria combinata malonica e metilmalonica (CMAMMA) dovuta alla carenza di ACSF3, la sintesi mitocondriale degli acidi grassi (mtFASII), che è la reazione precursore della biosintesi dell'acido lipoico, è compromessa. Il risultato è un ridotto grado di lipoilazione di importanti enzimi mitocondriali come il complesso della piruvato deidrogenasi (PDC) e il complesso dell'α-chetoglutarato deidrogenasi (α-KGDH). L'integrazione con acido lipoico non ripristina la funzione mitocondriale.

## ALA nell'esercizio fisico
È generalmente dimostrato che l'ALA (acido lipoico alfa) migliora la composizione corporea in animali diabetici, migliorando la sensibilità all'insulina. Ciò ha senso perché l'abbassamento degli zuccheri nel sangue si traduce in livello di insulina più bassi, riducendo potenzialmente il deposito di grasso. Per di più, l'ALA può teoricamente migliorare il recupero e la crescita muscolare, anche attraverso il suo effetto sulla sensibilità all'insulina. Se si riesce a immagazzinare più glucosio nel muscolo, questo si traduce in maggiori scorte di glicogeno muscolare. Una maggiore sensibilità potrebbe significare maggiore sintesi proteica, maggiore recupero e maggiore crescita muscolare. Infine, l'attività antiossidante dell'ALA aiuterebbe a combattere i radicali liberi che altrimenti ritarderebbero il recupero. Sebbene l'interpretazione di questi risultati possa far pensare a effetti molto importanti dell'ALA nell'ambito dell'esercizio fisico, è necessaria un'analisi più approfondita per verificare se è effettivamente un integratore utile nell'attività sportiva.

### Proprietà antiossidanti
Anche se è stato stabilito che l'ALA sia un antiossidante molto potente, può in realtà essere talmente potente da portare all'effetto inverso, ovvero danneggiare le cellule. Infatti, uno studio sull'esercizio fisico eseguito utilizzando l'ALA ha dimostrato che il supplemento induce un danno ossidativo (Saengsirisuwan et al., 2004). Ciò nonostante, è importante riconoscere che lo studio era sui ratti, e i ricercatori utilizzarono più ALA di quanto normalmente viene assunto, il che potrebbe facilmente essere la causa dei risultati avversi. Tuttavia queste constatazioni sono importanti considerando che questo fu uno dei primi studi sull'interazione tra ALA ed esercizio fisico.
È risaputo che esistono molte diverse attività cellulari che si verificano in una volta, portando a numerosi potenziali meccanismi di danno ossidativo. Di conseguenza esistono diversi tipi di antiossidanti che operano in differenti aree della cellula. Ciò che allarma, è che entrambi gli studi sull'esercizio che mostrano un danno ossidativo indotto dall'uso di antiossidanti prevedevano lo stesso tipo di trattamento. La ricerca con l'allenamento coi pesi su umani testò la vitamina C e la N-acetil cisteina, mentre lo studio sui ratti testava l'interazione tra la corsa e l'integrazione di ALA. Tutte queste sostanze sono conosciute come antiossidanti estremamente potenti. Come punto comune, entrambi gli studi testavano l'esercizio, entrambi usavano potenti antiossidanti ed entrambi indussero un danno ossidativo. Comunque diversi studi più recenti sull'uomo mostrano che dosaggi di ALA tra 600 e 1000 mg riducono il danno ossidativo indotto dall'esercizio coi pesi. A causa dei possibili effetti pro-ossidanti indotti da alti dosaggi sui ratti, è suggeribile quantomeno moderarne in consumi.

### Sensibilità insulinica
Un altro aspetto da ridiscutere riguardo alle proprietà del ALA è il miglioramento della sensibilità insulinica. La considerazione che l'ALA migliori la sensibilità all'insulina potrebbe non essere del tutto accurata perché questo farmaco stimola il recettore dell'insulina e le relative proteine di segnalazione indipendenti dall'insulina.
In altre parole, per quanto riguarda la segnalazione, l'ALA è fondamentalmente "insulina in una pillola." In realtà, la maggior parte di questo lavoro è stato condotto sull'analisi delle cellule adipose, quindi questo non può essere rappresentativo di tutti i tessuti insulino-sensibili. Può essere più preciso dire che, finora, l'ALA è come "insulina per l'assorbimento del glucosio specifica per il grasso".
Studi recenti hanno trovato che l'ALA non sia efficace come antiossidante in soggetti con una ridotta tolleranza al glucosio. Venne trovato che in soggetti con alterata tolleranza al glucosio l'ALA non porti a migliorare il profilo lipidico, ma alla possibilità di peggiorarlo aumentando i livelli delle lipoproteine a bassa densità (LDL), e contribuendo di conseguenza allo sviluppo dell'aterosclerosi e delle malattie cardiovascolari. Il risultato di interesse nel contesto dell'attività fisica, è che l'effetto aterogeno dell'ALA veniva annullato quando i soggetti seguivano un programma di allenamento aerobico a moderata intensità trisettimanalmente per 12 settimane.

### Perdita di grasso
Oltre a un miglioramento della sensibilità all'insulina, un'altra proprietà del ALA sarebbe favorire il processo della perdita di grasso. Ciò potrebbe essere connesso col fatto che esso aumenta l'assorbimento del glucosio da parte delle cellule insulino-sensibili, mantenendo la glicemia a un livello moderato e impedendo alti picchi di insulina. Questo potrebbe avere delle importanti implicazioni, perché, come è noto, l'insulina è il principale ormone del deposito o dell'accumulo di scorte, e oltre ad essere responsabile del deposito di grasso, ne impedisce anche la liberazione dalle cellule adipose. Quindi la teoria sostiene che se si mantiene bassa l'insulina con l'uso del ALA si riduce di conseguenza l'effetto inibitorio sull'ossidazione di grassi.
Come è stato possibile notare in precedenza, l'ALA ha effetti insulino-simili, in particolare per l'assorbimento di glucosio. Sono stati comunque rilevati effetti positivi in relazione alla crescita delle cellule adipose. Quando le cellule adipose immature sono state immerse in una soluzione di ALA, esse hanno resistito il segnale dell'insulina per aumentare il deposito di grasso e maturare in cellule adipose adulte. Questo è molto interessante perché l'ALA ha un potente segnale di come insulino-simile per quanto riguarda l'assorbimento del glucosio, ma ciò evidentemente non vale per il deposito di grasso.
Dopo anni di analisi in vitro o su animali, studi recenti sull'uomo segnalano effetti positivi diretti sulla perdita di peso. Su 360 obesi, il gruppo che assumeva 1800 mg di ALA al giorno, dopo 20 settimane riscontrò una maggiore perdita di peso. Nonostante i ricercatori avessero infine considerato l'ALA una terapia aggiuntiva per il trattamento dell'obesità, non erano state stabilite le variazioni della composizione corporea, ovvero se l'ALA avesse favorito una riduzione del peso intaccando solo la massa grassa, o anche la massa magra.

### ALA e crescita muscolare
Un comune motivo per cui viene suggerito l'utilizzo del ALA in ambito sportivo è il suo presunto effetto favorevole sullo sviluppo dell'ipertrofia muscolare. In realtà la questione è più complessa di come può sembrare, e a oggi non sono state condotte ricerche sull'uomo riguardo alla sua funzione favorevole sulla crescita muscolare. Una modalità in cui opera l'ALA per stimolare l'assorbimento del glucosio è quella di segnalare al muscolo una scarsa disponibilità energetica. Quando il muscolo rileva questo segnale, egli cerca di aumentare la captazione di glucosio (cioè "energia"). Mentre questo può avvenire per il glucosio, tale meccanismo potrebbe invece avere un effetto inibitorio sulla crescita muscolare.
L'ALA aumenta i livelli di una proteina chiamata AMPK, che è nota aumentare la sua attività in caso di ridotta energia cellulare. Si crede che l'AMPK inibisca la sintesi proteica muscolare (MPS), un processo che rappresenta fondamentalmente la crescita, la riparazione e il recupero del tessuto muscolare. È interessante notare che anche il farmaco per diabetici metformina agisce attraverso l'elevazione del AMPK, dimostrando delle somiglianze con l'ALA.
Inoltre, altri studi hanno dimostrato che l'ALA inibisca l'attività di alcuni enzimi e proteine necessarie per la crescita muscolare. Alcuni risultati hanno evidenziato che l'ALA aumenti la perdita di massa magra possibilmente per un effetto di soppressione della sintesi proteica nel muscolo scheletrico dei ratti a causa di una sottoregolazione della via di segnalazione mTOR. Rimane da stabilire se questi effetti possono essere rilevati sull'uomo. Nonostante le teorie sull'azione inibitrice del ALA sull'ipertrofia muscolare, altri studi su animali possono fornire alcuni risultati positivi. Alte dosi di ALA utilizzate non inibirono crescita muscolare, né l'effetto del clenbuterolo sull'aumento della crescita.

### ALA e sintesi del glicogeno
Un'altra motivazione per l'uso del ALA in ambito sportivo riguarda le proprietà legate alla risintesi del glicogeno. L'esercizio fisico esaurisce le riserve di glicogeno muscolare (essenzialmente energia immagazzinata sotto forma di carboidrati). L'ALA sarebbe implicato in questo processo, perché esso migliora l'assorbimento del glucosio da parte dei tessuti insulino-sensibili, per tanto il muscolo scheletrico dovrebbe essere in grado di captarne maggiori quantità. Questo effetto era stato dimostrato sui ratti. Altre ricerche sui ratti hanno però mostrato che l'ALA abbia un effetto inibitorio sulla risintesi di glicogeno invece di promuoverla.

### ALA e creatina
L'ALA era stato particolarmente valorizzato nell'ambito degli sport con i pesi grazie a un celebre studio di Burke et al. (2003), in cui venne stabilito che la coingestione di ALA e creatina migliorasse il trasporto e il contenuto totale di creatina. Analizzando più da vicino la questione, sembra che l'ALA non si possa considerare realmente un super trasportatore di creatina come era stato definito.
- In primo luogo, l'ALA migliorò l'assorbimento di creatina in persone non allenate che neppure si allenavano durante lo studio. È necessario chiedersi quali risultati si sarebbero ottenuti se i soggetti avessero testato l'assunzione di ALA e creatina durante un programma di allenamento.
- Il carboidrato utilizzato per alzare l'insulina e il conseguente trasporto di creatina era saccarosio, non glucosio o maltodestrine. È possibile puntualizzare che lo zucchero da tavola non è una fonte di carboidrati ideale perché ha un indice glicemico inferiore ed è in parte composto da fruttosio, il quale tende a saturare le scorte di glicogeno epatico più che muscolare, ma questi dovrebbero essere dei punti meno rilevanti. È importante notare che la dose di saccarosio ammontava a soli 25 g (4 volte al giorno), che non sarebbero sufficienti a facilitare il trasporto di creatina. In altre parole, secondo una certa interpretazione, il gruppo ALA poteva essere praticamente paragonato a un gruppo di controllo che nemmeno assumeva carboidrati con la creatina.
- Un'altra questione che merita una considerazione, è che i soggetti assunsero il supplemento per una sola settimana, e considerando la mancanza di assunzione di carboidrati, essi potrebbero non aver raggiunto la piena saturazione delle scorte di creatina muscolare. In altre parole, non si sa se l'ALA può avere un effetto sulla massima saturazione dei livelli di creatina, o se ALA aiuta solo a raggiungere i livelli di saturazione massimi in maniera più rapida.
- Infine, nonostante le differenze nel contenuto di creatina muscolare, non vi erano differenze significative nel peso corporeo dei soggetti. Ciò è probabilmente dovuto all'analisi statistica e quindi non è poi così importante.

In sintesi, i risultati dello studio di Burke sulle proprietà favorevoli del ALA sul potenziamento dello stoccaggio di creatina sono discutibili per diversi motivi: i soggetti non seguivano alcun programma di allenamento; vennero somministrati carboidrati notoriamente meno efficaci per aumentare il trasporto di creatina (saccarosio); non vennero rilevate differenze di peso tra il gruppo di studio e quello di controllo; infine, l'ALA può solo aumentare la velocità con cui la creatina è trasportata, ma non l'importo complessivo.